# Карнево (гмина)
Карнево (пол. Karniewo) — сельская гмина (волость) в Польше, входит как административная единица в Макувский повет, Мазовецкое воеводство. Население — 5459 человек (на 2004 год).

## Демография
| Перепись                       | Всего   | Всего | Женщины | Женщины | Мужчины | Мужчины |
| ------------------------------ | ------- | ----- | ------- | ------- | ------- | ------- |
| Единицы                        | человек | %     | человек | %       | человек | %       |
| Население                      | 5459    | 100   | 2749    | 50,4    | 2710    | 49,6    |
| Плотность населения (чел./км²) | 42,2    | 42,2  | 21,2    | 21,2    | 20,9    | 20,9    |

## Сельские округа
1. Баранец
2. Бышево
3. Бышево-Выгода
4. Хелхы-Хабдзыно
5. Хелхы-Дзерске
6. Хелхы-Илове
7. Хелхы-Климки
8. Хелхы-Кмеце
9. Хшаново-Бронише
10. Чарностув
11. Чарностув-Полесе
12. Госцеево
13. Карнево
14. Конажево-Болесты
15. Кшемень
16. Леснево
17. Луково
18. Малехы
19. Милево-Малёнки
20. Обецаново
21. Осница
22. Рафалы
23. Романово
24. Слонявы
25. Шлясы-Злотки
26. Швелице
27. Тлучнице
28. Вулька-Луковска
29. Вроново
30. Закшево
31. Залесе
32. Зарембы
33. Зельки-Домброве
34. Жабин-Карневски
35. Жабин-Луковски
36. Хелхы-Якусы
37. Милево-Выпыхы
38. Рутки

## Соседние гмины
1. Гмина Червонка
2. Гмина Голымин-Осьродек
3. Гмина Гзы
4. Гмина Красне
5. Макув-Мазовецки
6. Гмина Плонявы-Брамура
7. Гмина Пултуск
8. Гмина Шелькув